# 泾原道
泾原道，中华民国初期设置的道。
1913年4月置陇东道，治平凉县（今甘肃省平凉市）。属甘肃省。辖平凉县、华亭县、静宁县、隆德县、庄浪县、安化县、宁县、正宁县、合水县、环县、泾县、崇信县、镇原县、灵台县、固原县、海城县、化平县等县。1914年6月由陇东道改置泾原道，属甘肃省。治平凉县（今甘肃省平凉市）。下辖平凉县、华亭县、静宁县、隆德县、庄浪县、庆阳县、宁县、正宁县、合水县、环县、泾川县、崇信县、镇原县、灵台县、固原县、海原县、化平县等县。辖区约当今甘肃省环县、镇原县、平凉县、华亭县等市县以东地区和静宁县、庄浪县、张家川县等县地，以及宁夏回族自治区南部固原市所属诸县。1927年废。